# Guirauda de La Vaur
Guirauda de La Vaur, també coneguda amb els noms de Guirauda de Laurac o més simplement Dama Guirauda, (? - La Vaur 3 de maig de 1211) va ser una noble del Llenguadoc i figura emblemàtica de la resistència occitana durant la Croada albigesa. Guirauda és un dels personatges més representatius de l'aristocràcia llenguadociana de principis del segle xiii.

## Biografia
Era filla de Blanca de Laurac i d'Hug Escafre (senyor de Laurac i Rocafort). La seva família vivia en un ambient favorable al catarisme, ja que la seva mare i la seva germana Mabila s'havien fet perfectes i tenien una casa de dones càtares a Laurac. Les seves altres germanes, Esclarmonda i Navarra, també eren perfectes.
Guirauda de La Vaur tenia també un germà, Aimeric de Montreal. Aquest s'havia sotmès en un primer moment a Simó de Montfort després del setge de Carcassona, però va esdevenir dissident la tardor de 1209. Després del setge de Minerva el juliol de 1210, va lliurar els seus dominis i va retre homenatge al nou senyor de la regió. Tanmateix, va considerar que Montfort no li havia confiat suficients dominis per compensar la pèrdua de la seva terra ancestral i va tornar a canviar de bàndol. D'aquesta manera, a la primavera de 1211, el trobem dirigint contra Simó de Montfort la defensa de La Vaur, d'on Guirauda, la seva germana, n'era la senyora.

## El setge de La Vaur
Després d'haver completat la submissió del vescomtat Trencavell, Simó de Montfort es va disposar a atacar el comtat de Tolosa. La campanya contra Tolosa va començar a finals de març de 1211 amb l'inici del setge a la vila La Vaur, que s'havia mostrat decidida a reisitir. En aquells moments Guirauda tenia La Vaur en nom dels seus fills, després de quedar vídua uns anys abans amb la mort del seu marit Guillem Pere.
Simó de Montfort va començar el setge amb pocs efectius. Esperava l'arribada d'uns 5000 homes d'un cos d'alemanys i frisons que era a Carcassona. Tanmateix van ser massacrats per una tropa del comte de Foix a Montjuèi quan es dirigien a La Vaur per a reforçar les tropes de Montfort i el cap militar de la croada no va poder comptar-hi. Aquesta feblesa va facilitar que els assetjats poguessin rebre reforços tant del comte Ramon VI de Tolosa, amb un grup de cavallers comandats pel seu senescal Ramon de Ricaud, com del germà de Guirauda, Aimeric de Montreal. Aimeric acabava de trencar el pacte que tenia amb els croats i havia entrat a la vila de La Vaur amb un cos de vuitanta cavallers faidits.
Les tropes de Montfort van bombardejar amb màquines d'artilleria la població fins que, després de durs combats, van aconseguir obrir finalment una bretxa a la muralla. Llavors els croats van llançar-se a l'interior de La Vaur que va caure ràpidament. Era el 3 de maig de 1211, el dia de la Santa Creu.

## La mort de Guirauda
Simó de Montfort va ser intransigent amb aquells que havien organitzat la defensa de la ciutat, especialment amb Aimeric de Montreal, que havia traït varis cops la seva paraula, i els vuitanta cavallers faidits que l'havien acompanyat. Va decidir penjar-los a tots immediatament començant per Aimeric, però la forca va cedir al pes del cavaller. Llavors, per anar per feina, Montfort va ordenar que els degollessin. Per la seva banda, el senescal de Tolosa, Ramon de Ricaud, i els cavallers que l'acompanyaven van ser fets presoners.
Dama Guirauda va ser lliurada als soldats que van fer amb ella el que van voler. Finalment, la van lligar de mans, la van llançar dins d'un pou i hi van tirar pedres fins que va quedar colgada. Els cronistes de la croada tampoc van tenir pietat a l'hora de comentar el seu suplici, ja que la consideraven "Haeretica pessima", la pitjor dels heretges. Guirauda era una figura emblemàtica de la noblesa llenguadociana, no havia volgut lliurar els albigesos de la seva ciutat als croats de Montfort i ella mateixa era considerada una creient convençuda.
En aquesta línia difamatòria, el cronista francès Robert d'Auxerre l'acusa d'incest i d'estar embarassada del seu germà Aimeric i dels seus fills. Per la seva banda Pierre de Vaux-de-Cernay diu "(Simó de Montfort) va fer colgar de pedres la dama del castell, germana d'Aimeric i molt perversa herètica, que l'havien llançar a un pou". Només el poeta de la Cançó de la croada va censurar-ne el brutal assassinat:

| Original en occità | Traducció catalana |
| --- | --- |
| Estiers dama Girauda qu'an en un potz gitat, De peiras la cubriron ; don fo dols e pecatz, Que ja nulhs hom del segle, so sapchatz de vertatz, No partira de leis entro agues manjat. | na Girauda que a un pou han llançat: de pedres la cobriren; fou una malvestat i un crim, que ja ningú al món, açò heu de saber-ho de veres, no se n'anirà d'ella que no quedarà sadoll. |

La mort de Dama Guirauda ha estat condemnada posteriorment per autors contemporanis. Napoléon Peyrat en va forjar un mite primerenc el 1870, quan a la seva obra Histoire des Albigeois la considerava l'orgullosa madona de tots els proscrits i "màrtir de la pàtria romana", i el felibre Prospèr Estieu li va dedicar l'emotiu poema A Nostra Dama, dins l'obra La canson occitana publicada el 1908..

## Sepultura

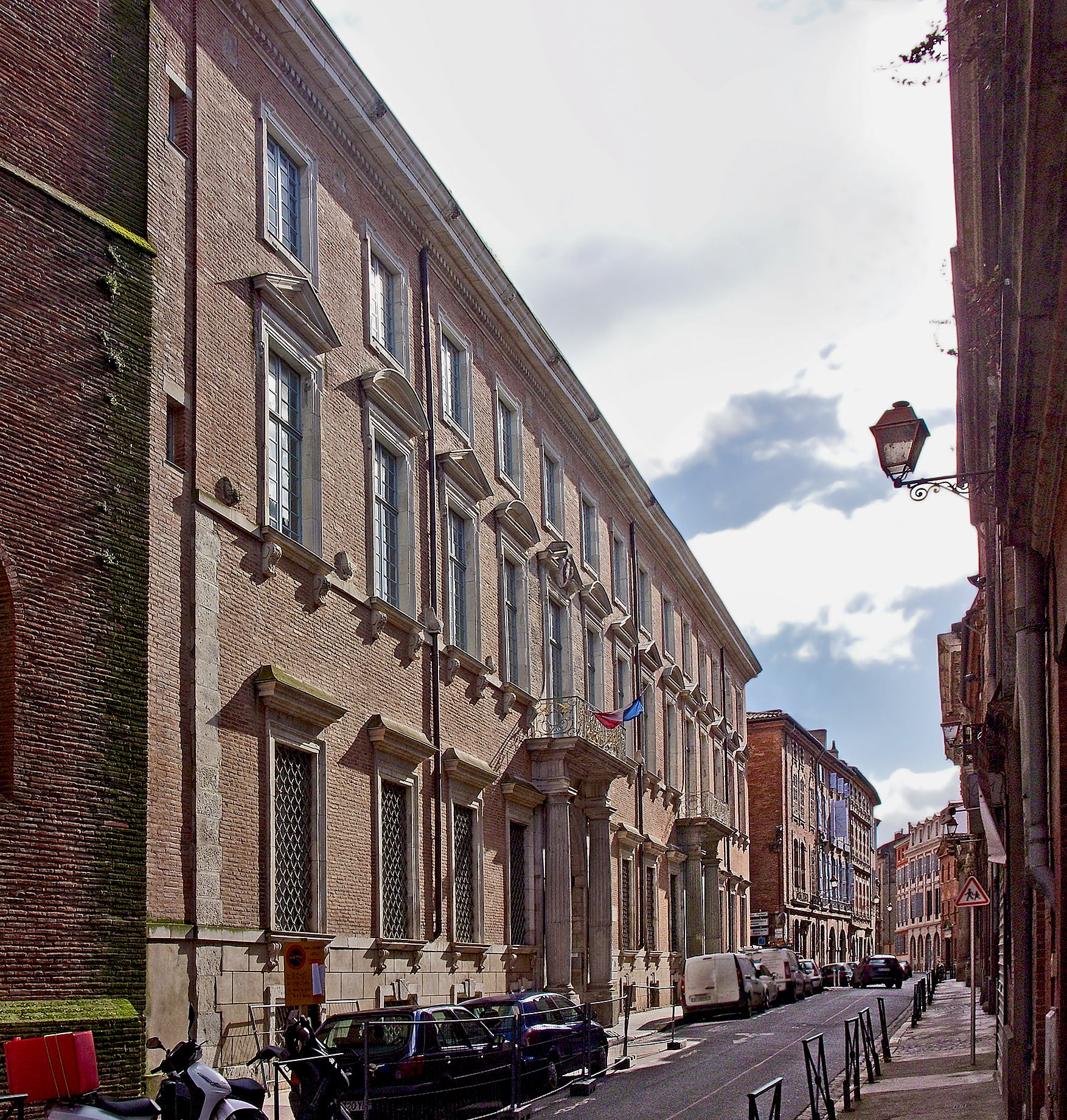
Façana de l'antic Hospital dels cavallers de Sant Joan de Jerusalem de Tolosa, on el 1997 es va trobar el sarcòfag atribuït a Guirauda de La Vaur.

Segons explica Napoléon Peyrat, fins a dotze anys després de la mort de Guirauda no en van treure les restes de dins del pou. L'any 1997 va revifar l'interès per Dama Guirauda quan els arqueòlegs van trobar dos sarcòfags medievals a l'antiga casa dels cavallers de l'Hospital de l'ordre de Sant Joan de Jeusalem, al carrer de la Dalbada de Tolosa de Llenguadoc. Una de les sepultures es va estipular que podria acollir les restes de Guirauda de La Vaur, ja que era aparentment una tomba femenina i a un dels costats del sarcòfag hi havia gravat un escut amb una torre emmerlada, símbol dels senyors de Laurac. Aquesta teoria era plausible si a més tenim en compte que els hospitalers acceptaven de donar sepultura cristiana als nobles que tenien lligams amb l'heretgia.
El 20 d'abril de 1998 es van obrir els dos sarcòfags davant d'una gran expectació mediàtica, ja que l'altra tomba es creia que podia acollir el cos del comte de Tolosa Ramon VI, enterrat en lloc desconegut. Tanmateix, dins la tomba on suposadament hi havia Dama Guirauda hi van aparèixer les restes mal conservades de quatre persones diferents, cap de les quals amb el perfil de la noble de La Vaur. El primer inhumat havia estat una adolescent ja gran (probablement la que surt representada a la tapa del sarcòfag al tractar-se de l'enterrament original); el segon inhumat havia estat un nen petit; molts anys després hi havien enterrat un home madur i, finalment, hi havien encabit el quart cos d'un altre home madur. La data d'aquestes inhumacions es va estipular entre els segles XIII i xiv per als tres primers cossos i el XVII per al quart.

## Homenatges a Guirauda
Avui en dia el seu nom és habitual en alguns comerços de La Vaur. A més la ciutat li té dedicats un carrer i la mediateca municipal. Tot i així, l'homenatge més rellevant que li ha dedicat La Vaur a dama Guirauda és l'estela en el seu honor que va plantar a l'Esplanada del Plô el 1995. Aquest monument està situat al lloc aproximat on es creu que hi havia el pou on van llançar a Guirauda de La Vaur; el parc de l'Esplanada del Plô és el resultat de l'enderroc del castell el 1622 i la posterior reordenació de l'espai. Aquesta estela presenta la silueta d'un colom de la pau i té dues inscripcions (una en occità i l'altra en francès) que recorden la seva memòria i les llibertats perdudes amb la Croada albigesa. Les inscripcions diuen així:
A La Vaur lo poble occitan perdet son independéncia. Mas dins set segles lo laurièr tornarà verdejar.
(Text en occità)
En ces lieux Dame Guiraude et ses chevaliers affronterent les croisés de Simon de Montfort (Avril - Mai 1211)

(Text en francès)